# Episodi di Domina (prima stagione)
La prima stagione della serie televisiva Domina, composta da otto episodi, è stata resa disponibile il 14 maggio 2021 su Sky Box Sets e in streaming su Now e trasmessa il giorno stesso su Sky Atlantic.
Nel Regno Unito è stata pubblicata su Sky Box Sets e in streaming su Now e trasmessa dallo stesso giorno su Sky Atlantic.
| nº | Titolo originale | Titolo italiano | Pubblicazione Italia/UK |
| -- | ---------------- | --------------- | ----------------------- |
| 1  | Fall             | Caduta          | 14 maggio 2021          |
| 2  | Rise             | Ascesa          | 14 maggio 2021          |
| 3  | Family           | Famiglia        | 14 maggio 2021          |
| 4  | Secrets          | Segreti         | 14 maggio 2021          |
| 5  | Plague           | Peste           | 14 maggio 2021          |
| 6  | Nightshade       | Ombre notturne  | 14 maggio 2021          |
| 7  | Treason          | Tradimento      | 14 maggio 2021          |
| 8  | Happiness        | Felicità        | 14 maggio 2021          |

## Caduta
- Titolo originale: Fall
- Diretto da: Claire McCarthy
- Scritto da: Simon Burke

### Trama
Roma, 42 a.C. Livia Drusilla, quindicenne figlia del nobile Marco Livio Druso Claudiano, viene data in sposa a suo cugino, il rozzo e iracondo Tiberio Claudio Nerone. Nel frattempo, Gaio Giulio Cesare Ottaviano e i suoi alleati (Marco Antonio e Lepido, con cui formerà il Secondo Triumvirato, e l'amico fraterno Agrippa, valente generale e ammiraglio) si preparano a muovere guerra contro i cesaricidi Bruto e Cassio, responsabili della morte di Giulio Cesare, padre adottivo di Gaio e dittatore di Roma, per poi spartirsi il potere fra loro, decidendo di eliminare tutti i sostenitori dei cesaricidi a Roma per potersi appropriarsi delle loro sostanze, così da finanziare la guerra. Inserito nelle liste di proscrizione, il padre di Livia, fervente repubblicano, fugge per unirsi a Bruto e Cassio e si suicida con loro dopo la sconfitta di Filippi. Livia e suo marito vengono espropriati dei loro beni e obbligati a fuggire da Roma con il figlio Tiberio, rifugiandosi in Sicilia da Sesto Pompeo, ultimo avversario di Gaio.
- Guest star: Adelmo Fabo (Archia), Kevin Lettieri (Vinnio), Daniel Caltagirone (Lepido), Naike Anna Silipo (Prima), Roland Litrico (Telone), Brian McCardie (Cicerone), Melissa Di Cianni (Publilia), Sergio Basile (Salasso), Merch Husey (Mecenate da giovane), Gerard Monaco (Dacio).

## Ascesa
- Titolo originale: Rise
- Diretto da: Claire McCarthy
- Scritto da: Simon Burke

### Trama
Roma, 39 a.C. Gaio e Marco Antonio, ora sposato con Ottavia, sorella di Gaio, siglano una tregua con Sesto Pompeo che consente agli esuli, fra cui Livia, di nuovo incinta, e suo marito, di rientrare a Roma. Sono tuttavia in disgrazia economicamente e politicamente e, mentre Tiberio Nerone pianifica di divorziare da Livia per poter sposare una donna con una ricca dote, Livia ritrova Antigone, una liberta a cui è legata come a una sorella e che aveva dato per morta quando, durante la fuga in Sicilia, erano stati attaccati dai banditi, e la libera dal bordello in cui era stata rinchiusa. Scribonia, seconda moglie di Gaio, invita Livia a cena intendendo vendicarsi del modo scortese in cui Livia l'aveva trattata anni prima, ma lei ne approfitta per offrirsi in moglie allo stesso Gaio: l'unione sarebbe reciprocamente vantaggiosa e i due sono fortemente attratti l'uno dall'altra, per cui Gaio, malgrado gli impedimenti legali dovuti al fatto che sia Scribonia che Livia sono incinte, accetta. Il giorno dopo il parto di Scribonia, che dà alla luce una figlia, Giulia, Gaio divorzia da lei. Contemporaneamente Livia lascia Tiberio Nerone e, poco dopo le nozze con Gaio, dà alla luce un figlio, Druso.
- Guest star: Emily Bevan (Erennia), Meadow Nobrega (Livia da bambina), Roland Litrico (Telone), Naike Anna Silipo (Prima), Annelle Olaleye (Antigone da bambina), Kevin Lettieri (Vinnio).

## Famiglia
- Titolo originale: Family
- Diretto da: Claire McCarthy
- Scritto da: Simon Burke

### Trama
Roma, 27 a.C. Gaio è l'unico padrone di Roma dopo la sconfitta e il suicidio di Marco Antonio ad Azio nel 30 a.C., ma il suo potere non ha alcuna base legale secondo le leggi di Roma. Il matrimonio fra lui e Livia si è rivelato felice, malgrado l'assenza di figli e l'ambizione segreta di Livia di restaurare la Repubblica. Livia, incinta, deve anche fare i conti con l'ostilità di Scribonia, che la odia per averle rubato il marito al punto da rivolgersi regolarmente alla dea infera Proserpina per chiederle la sua morte e quella dei figli che concepisce, e Ottavia, che ne teme l'influenza sul fratello. In più Marcello, figlio di Ottavia, è in aperto contrasto con i figli di primo letto di Livia, in particolare con Tiberio. Gaio viene messo alle strette in Senato e deve decidere se ritirarsi, sfidare apertamente il Senato per mantenere il potere o cercare di ottenerne la legittimazione. Livia cerca di convincerlo a restituire il potere al Senato, ma si rende conto che il marito non ne ha alcuna intenzione e che neppure lei può fargli cambiare idea. Decide quindi di assecondarne e sostenerne l'ambizione e di rimandare i progetti repubblicani a dopo la sua morte. Livia aiuta quindi Gaio a escogitare un piano per aggirare i suoi nemici e far legittimare la sua posizione dal Senato. In seguito giura allo spirito di suo padre che un giorno la Repubblica verrà restaurata dal figlio che ha in grembo, che erediterà la posizione del padre, ma i valori della madre, ma subito dopo ha un ennesimo aborto spontaneo.
- Guest star: Kevin Lettieri (Vinnio), Lex Shrapnel (Crasso), Anthony Barclay (Corvino), Salvatore Palombi (Murena), Ewan Horrocks (Druso), Naike Anna Silipo (Prima), Oliver Dench (Iullo), Emma Canning (Antonia), Beau Gadson (Antonia minore), Alaïs Lawson (Marcella), Meadow Nobrega (Livia da bambina), Claudia Stecher (Fortunata), Greg Hicks (Asprenate), Anthony Calf (Sabino).

## Segreti
- Titolo originale: Secrets
- Diretto da: David Evans
- Scritto da: Simon Burke

### Trama
Roma, alcuni anni dopo. Dopo un altro parto morto Antigone comunica a Livia che non potrà più avere figli. Consapevole che, se scoprisse che non esiste più possibilità che lei gli dia un erede, Gaio dovrà divorziare da lei, volente o meno, decide di nascondergli la notizia in attesa di escogitare un piano, ma Gaio viene invece informato da Scribonia e Ottavia, impazienti di sostituire Livia con una loro candidata. Decidendo di giocare di anticipo Livia lascia Gaio e Roma, sostenendo che, visto che il divorzio è inevitabile, vuole semplificare le cose ed evitare di rimanere a guardare suo marito sposare un'altra. Gaio si sente offeso e tradito, ed è convinto che Livia stia solo fingendo, così inizia con lei una gara di orgoglio che perde quando deve affidarsi al suo consiglio su come gestire una crisi famigliare: ha infatti promesso sua figlia Giulia al nipote Marcello piuttosto che ad Agrippa (sebbene questi sia già sposato con la sorella di Marcello, Marcella), il quale, offeso, minaccia di abbandonare il fianco di Gaio. Quello che non sa è che è stata la stessa Livia a rivelare del fidanzamento ad Agrippa, facendo ricadere la colpa della fuga di notizie su Ottavia e le sue figlie. Livia offre immediatamente una soluzione vincente e accetta di tornare a Roma con Gaio, che annuncia che, anche senza figli, non divorzierà da lei, decidendo piuttosto di adottare i futuri figli di Giulia e Marcello.
- Guest star: Giuditta Niccoli (Alfidia), Naike Anna Silipo (Prima), Meadow Nobrega (Livia da bambina), Annelle Olaleye (Antigone da bambina), Nuvoletta Lucarelli (Hilarica), Oliver Dench (Iullo), Ewan Horrocks (Druso), Claudia Stecher (Fortunata), Emma Canning (Antonia), Beau Gadson (Antonia minore), Lex Shrapnel (Crasso), Pedro Leandro (Aprio), Martina Galletta (Ursula), Alaïs Lawson (Marcella), Kevin Lettieri (Vinnio).

## Peste
- Titolo originale: Plague
- Diretto da: David Evans
- Scritto da: Simon Burke

### Trama
Roma, 23 a.C. La peste è arrivata a Roma e Gaio cade ammalato, arrivando in punto di morte. Livia è preoccupata, perché, in caso di sua morte, il potere passerebbe a Marcello, il quale, violento e crudele, non è affatto interessato a restaurare la Repubblica come vorrebbe Livia, né è in grado di governare l'impero come Gaio, e, in più, è deciso a sbarazzarsi di lei e dei suoi figli. Mentre Antigone si adopera per salvare la vita di Gaio, Livia affronta i senatori, i quali vogliono rassicurazioni su che cosa accadrebbe in caso di sua morte. Contraddicendo i desideri di Gaio Livia affida l'anello col sigillo ad Agrippa piuttosto che a Marcello, confidando che questo le darebbe il tempo per neutralizzare Marcello e mettere invece suo figlio Druso al suo posto, dal quale lei si aspetta la restaurazione della Repubblica. Antigone rimprovera Livia perché, se Gaio sopravvive e scopre che cosa ha fatto, potrebbe distruggerla. Gaio effettivamente si salva e scopre che cosa ha fatto Livia, ma, pur deluso da lei, dopo averla rimproverata la perdona. Tuttavia, riconferma Marcello come suo erede.
- Guest star: Naike Anna Silipo (Prima), Kevin Lettieri (Vinnio), Ettore Marrani (Musa), Pedro Leandro (Aprio), Beau Gadson (Antonia minore), Roland Litrico (Telone), Ewan Horrocks (Druso), Lex Shrapnel (Crasso), Anthony Barclay (Corvino), Salvatore Palombi (Murena), Emma Canning (Antonia), Greg Hicks (Asprenate), Anthony Calf (Sabino), Claudia Stecher (Fortunata).

## Ombre notturne
- Titolo originale: Nightshade
- Diretto da: Debs Paterson
- Scritto da: Simon Burke

### Trama
23 a.C. Dopo che Gaio annuncia l'intenzione di adottare ufficialmente Marcello, Livia decide di eliminarlo. Così, durante una vacanza di famiglia a Baia, Livia, Antigone e Ticone, il marito di Antigone, ricattano Aprio, schiavo personale e amante di Marcello, perché lo avveleni. Aprio esegue, ma avvelena anche tutti gli altri ospiti della villa, compresa Livia. Antigone tuttavia riesce a salvare tutti, e Marcello risulta l'unica vittima come era nei piani. Ticone, contravvenendo ai desideri di Livia, che gli aveva promesso una vita lontano da Roma, uccide Aprio e lo seppellisce nel bosco dietro la villa. Mentre Ottavia e Gaio aprono la caccia allo schiavo, ritenuto fuggiasco, Giulia spera che, ora che l'odiato marito è morto, suo padre le permetterà di sposare il suo amante Iullo, figlio di Marco Antonio, risparmiato anni prima e adottato da Ottavia.
- Guest star: Pedro Leandro (Aprio), Ewan Horrocks (Druso), Anthony Barclay (Corvino), Joseph Ollman (Iullo), Lex Shrapnel (Crasso), Emma Canning (Antonia), Roland Litrico (Telone), Alaïs Lawson (Marcella), Beau Gadson (Antonia minore).

## Tradimento
- Titolo originale: Treason
- Diretto da: David Evans
- Scritto da: Simon Burke

### Trama
La cugina di Livia, Porzia, arriva a Roma in cerca di aiuto per il marito Primo, il quale è stato accusato dal Senato di avere iniziato una guerra illegale contro le tribù germaniche, ma che in realtà aveva eseguito gli ordini di Gaio. Il desiderio di Livia di aiutare la cugina si scontra con la volontà di Gaio di eliminare Primo prima del processo, così da evitare che questi possa accusarlo. Livia riesce sia a escogitare uno stratagemma per rintracciare Primo sia a elaborare una strategia per salvare sia Gaio sia Primo: al processo Primo, in cambio di un esilio dorato piuttosto che la pena di morte e della promessa di un futuro perdono, ammette la sua colpa, ma dichiara di avere iniziato la guerra non su ordine di Gaio, ma del defunto Marcello, e che in realtà Gaio non era a conoscenza della cosa. Gaio salva così il suo potere, ma decide di approfittare della situazione per stringere ancora di più la sua presa su Roma. Nel frattempo Gaio dispone il divorzio fra Agrippa e Marcella e annuncia che si risposeranno rispettivamente con sua figlia Giulia e Iullo, figlio di Marco Antonio e amante proprio di Giulia. Infine Gaio chiede ad Agrippa di portarsi dietro Druso in oriente e di metterlo in prima linea.
- Guest star: Ewan Horrocks (Druso), Alana Boden (Porzia), Philip Arditti (Marco Primo), Anthony Barclay (Corvino), Joseph Ollman (Iullo), Roland Litrico (Telone), Lex Shrapnel (Crasso), Salvatore Palombi (Murena), Claudia Stecher (Fortunata), Alaïs Lawson (Marcella).

## Felicità
- Titolo originale: Happiness
- Diretto da: David Evans
- Scritto da: Simon Burke

### Trama
Gaio approfitta del processo di Primo per sbarazzarsi, oltre che dello stesso Primo, anche di diversi senatori a lui ostili. Nel frattempo a Baia viene ritrovato un cadavere, identificato come quello di Aprio, lo schiavo che ha avvelenato Marcello. Ottavia, informata della cosa, capisce che la vera responsabile della morte di suo figlio è Livia. Insieme alle sue figlie e a Scribonia si precipita da Gaio per ottenere vendetta, ma, apparentemente, non riesce a farsi credere a causa della mancanza di prove decisive: la schiava che potrebbe confermare la colpa di Livia è infatti stata venduta. Scribonia si impegna a ritrovarla per potere accusare Livia pubblicamente. Dopo avere mandato Ottavia a casa, Gaio rivela ad Agrippa che in realtà le ha creduto, ma che ha scelto la moglie contro la sorella e il nipote, sia per amore di Livia sia perché ormai consapevole che Marcello non era la scelta giusta come erede; ordina quindi all’amico di assicurarsi che la schiava non venga mai ritrovata. Nel frattempo Livia convoca i suoi figli e, insieme a Pisone, vecchio amico di suo padre, rivela loro il suo piano: alla morte di Gaio, loro due dovranno prendere il suo posto e collaborare per restaurare la Repubblica di Roma. Mentre Druso accetta immediatamente, Tiberio si mostra più riluttante, cedendo controvoglia per amore del fratello.
- Guest star: Joseph Ollman (Iullo), Anthony Barclay (Corvino), Ewan Horrocks (Druso), Emma Canning (Antonia), Alaïs Lawson (Marcella), Philip Arditti (Marco Primo), Dolores Carbonari (Valeria), Roland Litrico (Telone).